# Arroyo de las Brujas Chico
Der Arroyo de las Brujas Chico ist ein Fluss in Uruguay.
Er entspringt einige Kilometer westsüdwestlich von Barrio Remanso auf dem Gebiet des Departamento Canelones. Von dort fließt er überwiegend in südwestlicher Richtung, unterquert dabei die Ruta 36 und mündet schließlich als rechtsseitiger Nebenfluss in den Arroyo de las Brujas Grande.